# Square Olga-Bancic
Le square Olga-Bancic est un espace vert du 11e arrondissement de Paris, dans le quartier de la Roquette.

## Situation et accès
Le site est accessible par les 32-34, rue Godefroy-Cavaignac.
Il est desservi par la ligne 9 à la station Voltaire.

## Origine du nom
Le square rend honneur à la résistante Olga Bancic (1912-1944), soldat volontaire des FTP-MOI de la région parisienne, réseau plus connu sous le nom de Groupe Manouchian,.

## Historique
Autrefois nommé « square Godefroy-Cavaignac » en raison de la rue sur laquelle il donne, il a été renommé en 2013 square Olga-Bancic.